# Ctenus validus
Ctenus validus là một loài nhện trong họ Ctenidae.
Loài này thuộc chi Ctenus. Ctenus validus được J. Denis miêu tả năm 1955.